# Narutomaki
Narutomaki (japonsky 鳴門巻き; zkráceně naruto, 鳴門) je název pro pastu z mletého rybího masa (druh kamaboko) s růžovým spirálovitým vzorem, který odkazuje na mořský vír Naruto v průlivu Naruto mezi ostrovy Awadži a Šikoku.
Běžně se podává jako příloha k japonským nudlím (např. k tokijskému ramenu) nebo polévkám.
V některých částech Japonska se také používá jako další ingredience odenu a nimono.

## Výroba
Známým producentem narutomaki je město Jaizu v prefektuře Šizuoka.

## Zajímavosti
- Narutomaki má svoje vlastní emoji: 🍥 (hex U+1F365)
- Slovo naruto je někdy v Japonsku používáno jako slangový výraz pro zavináč - toto označení však odkazuje na mořský vír Naruto[2] (jinak se pro zavináč běžně používá slovo attomāku - jap. アットマーク)[3]